# Avril 2007 en Afrique

## 7 avril
- Côte d'Ivoire : Formation du gouvernement Soro I.

## 12 avril
- Ouganda : Une marche organisée pour protester contre la vente de 7 100 hectares de la forêt de Mabira au centre du pays s’est terminée par des violences envers la population indienne, faisant trois morts[1].

## 14 avril
- Côte d’Ivoire : Guillaume Soro, Premier ministre et ancien chef de la rébellion a publiquement déclaré que la guerre civile de Côte d'Ivoire avait engendré des méfaits et a présenté ses excuses officielles[2]

- Nigeria: Les élections locales se sont déroulés dans un climat de tensions et de violences qui ont fait au moins 21 morts. De nombreuses fraudes et dysfonctionnement ont entaché le scrutin[3].

## 16 avril
- Côte d’Ivoire : 
  - À la suite de l'accord signé entre le président Laurent Gbagbo et les Forces nouvelles le 4 mars, la « zone de confiance » érigée en juin 2003 et placée sous le contrôle de la Force de l’Opération des Nations unies en Côte d'Ivoire (Onuci) est démantelée et remplacée par une "ligne verte" sous le contrôle des forces de défense et de sécurité ivoiriennes[4].
  - Le président Laurent Gbagbo a déclaré à Yamoussoukro  que le pays était en train d’être réunifié et que la guerre civile de Côte d’Ivoire était finie. Il a demandé au Premier ministre Guillaume Soro présent à ses côtés de préparer les élections[5].

- Nigeria : La Cour suprême du Nigeria présidée par Aloysius Katsina-Alu a cassé la décision de la Cour d'Appel d'Abuja et considéré que « la commission électorale n'a pas le pouvoir d'interdire à un candidat de concourir à des élections sans un ordre valide de la justice », permettant ainsi au vice-président Atiku Abubakar de se présenter[6].

## 17 avril
- Guinée-Bissau : Le Premier ministre Martinho Ndafa Kabi a formé son gouvernement avec une majorité de ministres issus des partis de l’opposition au président Joao Bernardo Vieira. Des proches du président occupent cependant des postes importants comme les Affaires étrangères, les Finances, l’Intérieur et la Justice[7].

## 18 avril
- Soudan : Le New York Times, citant un rapport confidentiel des Nations unies, rapporte que le gouvernement soudanais utilise des avions maquillés au couleur de l’ONU pour bombarder des villages au Darfour et transportant des armes, violant les résolutions des Nations unies

## 19 avril
- Nigeria : Alors que le porte-parole de la Commission électorale nationale (INEC), Segun Adeogun, a confirmé le maintien des élections élections présidentielle et législatives pour le 21 avril, les partis de l’opposition qui avaient exigé l’annulation des élections locales, ont renoncé à appeler au boycott des élections présidentielle et législatives[8].

- Mauritanie : Sidi Mohamed Ould Cheikh Abdallahi, élu le 25 mars, a été investi président[9].

## 20 avril
- Mauritanie : le président Sidi Ould Cheikh Abdallahi a nommé Zeine Ould Zeidane au poste de Premier ministre[10].

## 21 avril
- Nigeria : les élections présidentielle et législatives se sont déroulées dans un climat de violence. L’Union européenne (UE) estime à au moins 200 le nombre de morts entre le 14 et le 21 avril. Le 22 avril, le président de la commission électorale nationale (INEC) Maurice Iwu a déclaré Umaru Yar'Adua, gouverneur de l'État de Katsina (nord) et candidat du parti au pouvoir (Parti démocratique du Peuple, PDP) vainqueur de l’élection présidentielle en devançant  largement le général Muhammadu Buhari, présenté par All Nigeria Peoples Party (ANPP) et le vice-président Atiku Abubakar. La Communauté économique des États de l'Afrique de l'Ouest (Cédéao) considère que l’élection n’était ni libre ni équitable et les observateurs du Commonwealth ont fait part d' « imperfections significatives »[11].L’Action Congress (AC), parti du vice-président, a dénoncé les irrégularités et les fraudes massives observées au cours du scrutin[12]

## 26 avril
- Mauritanie : Messaoud Ould Boulkheir, candidat à l’élection présidentielle arrivée en 4e position et chef de l'Alliance populaire progressiste (APP), a été élu président de l’Assemblée nationale. Ba Mbaré, ancien ministre a été élu président du Sénat[13].

## 27 avril
- Comores : la Cour constitutionnelle, constatant « l'expiration du mandat de Monsieur Mohamed Bacar, président de l'île autonome d'Anjouan depuis le 14 avril 2007 à 00 heures » s'est prononcée pour son départ et estime qu'il revient au chef de l'État Ahmed Abdallah Sambi de désigner une personne pour assumer l'intérim[14].

- Liberia : le Conseil de sécurité des Nations unies a levé l’embargo sur les diamants[15].